# Сквирський провулок (Київ)
Скви́рський прову́лок — провулок у Голосіївському районі міста Києва, місцевість Ширма. Пролягає від Гетьманської вулиці до Сквирської вулиці.

## Історія
Провулок виник у 50-х роках XX століття. Сучасна назва з 1955 року, на честь міста Сквира.